# Catharisme
« Cathares » redirige ici. Pour les autres significations, voir Cathare et Albigeois.
Pour les articles ayant des titres homophones, voir Catarrhe et Qatar.
 (janvier 2018).

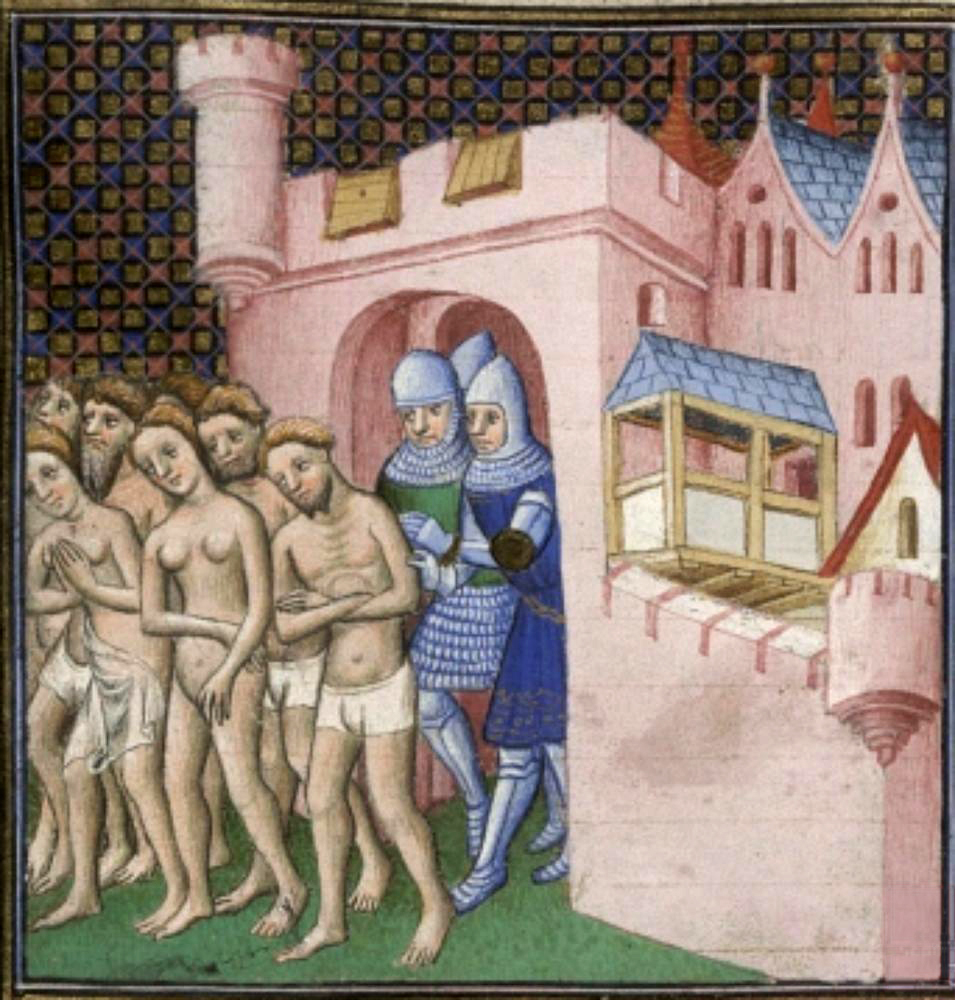
Enluminure représentant l'expulsion des habitants de Carcassonne en 1209 (Grandes Chroniques de France, vers 1415, British Library).

Le catharisme (du grec καθαρός / katharós, « pur ») est l'appellation contemporaine d'un mouvement — ou d'un ensemble de mouvements — religieux chrétien médiéval européen en dissidence de l'Église catholique romaine, qui s'est particulièrement répandu dans le Midi de la France au Moyen Âge, entre l'an 1000 et 1244[réf. nécessaire].
Dans l’historiographie renouvelée du XXIe siècle, la nature du mouvement — qui ne s'est jamais désigné lui-même avec le qualificatif cathare —, ses origines, ses doctrines, ses rites, ses croyances et son existence même sont l'objet de débats, même si la recherche s'accorde pour reconnaître la réalité d'une lutte de l'orthodoxie romaine contre des hérétiques ayant débouché, au début du XIIIe siècle, sur une « croisade contre les albigeois ».
Le terme « cathare » lui-même, repris des écrits de saint Augustin par le moine Eckbert de Schönau au XIIe siècle pour désigner les « hérétiques », a été popularisé en français par l'occitanisme des années 1960 au détriment des expressions « hérésie albigeoise », « albigéisme » et « albigeois » qui étaient préférentiellement utilisées jusque-là.
Le terme « cathare », au même titre qu'« hérétique », correspond avant tout à une accusation contre des discours et pratiques religieuses perçues menaçantes pour l’Église romaine. Le vocable « cathare », quoique utilisé de façon amalgamante dans le discours des autorités ecclésiales, dénonçait des dissidences religieuses multiples et mouvantes, souvent issues de précheurs qui avaient d'abord été ordonnés prêtre par l'Église.
Les femmes cathares tiennent un rôle prépondérant dans le mouvement cathare. Nombreuses, on les retrouve tant du côté des croyantes que des Parfaites. Les communautés religieuses féminines sont nombreuses dans les églises cathares occitanes, et sont ouvertes sur la société, combinant les fonctions d'un clergé régulier en même temps que séculier.

## Étymologie
Le nom de « cathares » a été donné par les adversaires de ce mouvement et il faut noter qu'il est tout simplement absent des milliers de protocoles de l'Inquisition languedocienne, où il n'est mentionné par aucun inquisiteur, accusé ou témoin de la persécution, pas plus qu'il n'est présent chez quelque auteur médiéval ou dans quelque récit de la croisade albigeoise que ce soit — sauf au moins chez Eckbert de Schönau, un moine rhénan, dans ses Sermones contra Catharos et Valdenses (1163-1167).
En outre, c'est tardivement qu'il a été adopté par les historiens : c’est en effet seulement depuis les années 1950 que le terme de « cathare » est plus largement préféré à d'autres — auparavant, les chercheurs parlaient plus volontiers d’« albigeois » et d’« albigéisme » – dans une évolution « dont les causes relèvent de l’histoire contemporaine et non de motifs scientifiques ». Exclusivement utilisé par des sources savantes, qui se réfèrent généralement davantage aux hérésies de Rhénanie ou d’Italie qu'à celle du Languedoc, l’histoire du terme « cathare » est ainsi « exclusivement une histoire savante et textuelle, qui ne se confond pas (même si elle la rencontre à partir du XIIe siècle) avec celle des comportements et des idées des populations accusées d’hérésie ».
L’origine du terme remonte au grec « καθαροί » (katharoi, qui signifie « purs ») qui est utilisé pour la première fois par Eusèbe de Césarée dans son Histoire Ecclésiastique pour désigner les sectateurs de Novatien, groupe chrétien rigoriste schismatique apparu au IIIe siècle qui refusait la réintégration des lapsi au sein de l'Église. Basile de Césarée qualifie pour sa part les Montanistes de ce terme. Celui-ci est latinisé en cathari par les auteurs latins traitant des hérésies, au nombre desquels Augustin d'Hippone.
On retrouve ensuite le terme « cathare » à la fin du XIe siècle, utilisé sous la plume du canoniste Yves de Chartres dans son Prologue, où il reprend un passage d’une lettre datée du Ve siècle adressée par le pape Innocent Ier aux évêques de Macédoine à propos de « ceux qui se nomment eux-mêmes cathares, c'est-à-dire purs ». En 1163, le moine bénédictin rhénan Eckebert de Schönau reprend mot pour mot cette formule dans ses Treize sermons contre les Cathares pour désigner ses adversaires dont il dénonce la doctrine et qu'il contribue à faire juger et condamner dans la région de Cologne. Ensuite, en 1164, il compose son Liber contra hereses katarorum (« Livre contre les hérésies cathares ») largement nourri de citations empruntées au De hæresibus d'Augustin. Eckbert précise que les adeptes de ces doctrines sont identifiés sous différentes dénominations : « Ces gens-là, notre Germanie les appelle “Cathares ” [en langue vulgaire], la Flandre “Piphles”, la Gaule “Texera” d'après leur usage du tissage ».
Eckbert attribue à ces nouveaux « cathares » des croyances manichéennes qui caractérisaient en fait d'autres sectes décrites par Augustin. Invité par l’archevêque de Cologne Rainald von Dassel à venir débattre publiquement de cette secte dont plusieurs membres venaient d’être brûlés, Eckbert avait conceptualisé le catharisme dès 1155 à partir de différentes traditions manichéennes (cathari, catharistæ et catafrigæ), même s'il peinait à préciser exactement leur doctrine.
Le terme apparaît ensuite en 1179, dans le canon 27 du concile de Latran III, tenu sous l'autorité du pape Alexandre III, parmi d'autres noms désignant les hérétiques : « patarins », « publicains », « albigeois et autres… ». Vers 1200, on retrouve le mot dans un ouvrage De hæresi catharorum in Lombardia (« De l'hérésie des Cathares en Lombardie ») et, à la même époque, Alain de Lille, qui n'ignore pas l'étymologie grecque, propose plusieurs autres étymologies alternatives dans De fide catholica (« De la foi catholique ») . La première rattache le mot à casti, « chaste », « juste » ; la deuxième au grec kathar, qui signifierait que des cathares suintent le vice ; enfin au mot catus « car, à ce qu'on dit, ils baisent le derrière d'un chat, sous la forme duquel, dit-on, leur apparaît Lucifer ».
De nombreuses autres étymologies ont été proposées, souvent fantaisistes. Quoi qu’il en soit, le terme n’est jamais utilisé par les hérétiques eux-mêmes, qui se nomment généralement « bons hommes » et sont simplement nommés « heretici » par l'Inquisition. Vers le milieu du XVe siècle, le terme est utilisé dans les traités polémiques de deux auteurs lombards : vers 1241, le dominicain Moneta de Cremone produit une somme monumentale contre les hérétiques intitulée Adversus Catharos et Valdenses libri quinque ( « Cinq livres contre les Cathares et les Vaudois ») et Raynier Sacconi, prêcheur devenu inquisiteur, rédige vers 1250 en Italie une Summa de Catharis et pauperibus de Lugduno (« Somme sur les Cathares et les Pauvres de Lyon »). Il faut attendre le XIXe siècle pour que le terme réapparaisse : c'est le théologien alsacien protestant Charles Schmidt qui relance l’expression en 1848 avec son Histoire ou doctrine de la secte des cathares ou albigeois dans laquelle il applique de manière générique le terme « cathares » à des individus appartenant à divers mouvements de contestation évangélique ou anti-cléricale, appartenant à la chrétienté occidentale médiévale sans qu'ils soient unis, jusque-là nommés de manière différente selon les lieux et les époques. 
Repris et popularisé en français par l'occitanisme des années 1960 en opposition au centralisme « jacobin » et parisien, le terme cathare, s'il manque de neutralité, est celui qui s’est imposé, même s'il ne sert jamais dans les sources médiévales à désigner les hérétiques du sud de la France qu'on a dénommés « albigeois » au XIIIe siècle qui s'appelaient ou se faisaient appeler « bons chrétiens » ou « bons hommes ».

## Apparition et expansion en Europe

### Possible paternité bogomile ou provenance d’Europe de l’Est
On a longtemps hésité sur les liens entre le catharisme et le bogomilisme. Ces deux doctrines furent considérées alors comme proches du manichéisme, car le clergé romain disposait d'ouvrages de réfutation, notamment ceux d'Augustin, ancien manichéen lui-même. Le bogomilisme né en Bulgarie, subsista en Bosnie, où il aurait été la religion officielle jusqu'à la conquête turque, à la fin du XVe siècle.
Il faut aujourd'hui revoir de fond en comble la thèse de filiation indirecte (déjà largement critiquée et récusée par Michel Roquebert). Les historiens réévaluent la possibilité d'échanges et de convergences des doctrines entre « cathares » et « bogomiles », ainsi que leurs origines doctrinales, qui remontent aux premiers siècles du christianisme (écrits canoniques de saint Paul, doctrine de Marcion, doctrine de Valentin). Les recherches menées sur les sources grecques et orientales (Pierre de Sicile) montrent que la doctrine bogomile aurait été transmise par les pauliciens expatriés volontaires ou chassés de l'Arménie (Turquie actuelle) vers la Thrace bulgare au VIIe et au IXe siècle. La doctrine paulicienne avait été fondée au VIIe siècle en Arménie par Constantin-Silas, aussi connu sous le nom de Constantin de Mananalis, à la suite de la transmission d'évangiles et de lettres pauliniennes par un diacre possiblement marcionite vu la région et l'époque considérées. Le lien est encore plus patent lorsque l'on examine le fondement doctrinal faisant référence au dieu étranger et inconnu notamment.

### Apparition en Europe occidentale
Des communautés hérétiques sont apparues en Europe occidentale vers l'an Mil, sous différents noms selon les régions : manichéens, néo-manichéens (terme de Bernard Gui), origénistes, piphles, publicains, tisserands (nord de la France), bougres, patarins (terme utilisé surtout en Italie), albigeois, en Allemagne, en Autriche, en Flandre, en Champagne, en Bourgogne. Le fait que les relevés doctrinaux soient conformes à la base de la doctrine cathare (au sens large du terme) permet de relier ces différentes émergences, même si la répression les a fait disparaître de ces régions.
La présence de l'évêque de France à Saint-Félix-Caraman, cité dans la Charte de Niquinta (dont l'authenticité est largement contestée par une partie de la recherche contemporaine ainsi que l'est sa teneur), a servi d'argument pour les défenseurs d'hypothétiques liens entre ces communautés du Nord et celles d'Occitanie.

### Persistance dans le Midi de la France

La croix occitane, fut un « symbole de ralliement cathare », puisqu'elle fut la croix des armoiries des comtes de Saint-Gilles, devenues celle des comtes de Toulouse, puis du Languedoc, avant la croisade catholique et l'Inquisition visant à éradiquer le catharisme.

Les réactions des autorités civiles ou ecclésiastiques et des populations expliquent cette géographie du catharisme et sa persistance dans le Midi. Selon Michel Roquebert, cette tolérance religieuse est peut-être due à une longue cohabitation avec d'autres confessions : arianisme de la période wisigothe, proximité de l’Espagne islamique, présence de nombreux Juifs. Pour ce qui est de l'Italie du Nord, l'implantation du catharisme, très différent de celui qui se développa en France, profite du conflit entre le pape et l'empereur. C'est dans ces régions que les bons hommes se sont organisés en communautés d'hommes ou de femmes dirigées par des anciens, des diacres et des évêques. Ces communautés étaient constituées de plusieurs « maisons ». On y aurait souvent pratiqué des métiers liés à l’artisanat local, et fréquemment le tissage, en référence aux premières communautés chrétiennes. Plusieurs communautés constituaient une Église, ou diocèse cathare, à la tête duquel se trouvaient des évêques.
Au XIIIe siècle, en 1226, un nouvel évêché fut créé, celui du Razès, dans la région de Limoux[réf. à confirmer].
Les femmes cathares tiennent un rôle prépondérant dans le mouvement cathare. Nombreuses, on les retrouve tant du côté des croyantes que des Parfaites. Les communautés religieuses féminines sont nombreuses dans les églises cathares occitanes, et sont ouvertes sur la société, combinant les fonctions d'un clergé régulier en même temps que séculier.
Des recherches dans les années 2000 ont démontré que cette hérésie a été largement instrumentalisée notamment par Raymond V, comte de Toulouse. C'est ce que l'on peut voir dans sa lettre écrite en 1177 au chapitre général de Cîteaux. En effet, c'est avant tout pour se protéger des Plantagenêt — qui dominaient Maine, Anjou, Normandie, Aquitaine et Angleterre — qu'il fait condamner en 1165 des bons hommes à Lombers.
L'importance de l'hérésie cathare a souvent été exagérée par les premiers écrivains et historiens du catharisme, puis par les mouvements régionalistes les évoquant. Les études actuelles rappellent que le phénomène cathare est très minoritaire, mais concerne quand même entre 2 et 5 % de la population du midi languedocien.
Néanmoins, « les Consuls de Carcassonne avaient bien souligné, dans un Appel au Pape, l'une des conséquences les plus désastreuses de la terreur inquisitoriale : le dépeuplement de certaines régions occitanes. […] Il est certain qu'après la chute de Montségur (1244) et dans les dernières années du XIIIe siècle, beaucoup de gens qui ne se trouvaient plus en sécurité dans leur patrie se réfugièrent en Catalogne, en Sicile, à Raguse, en Dalmatie, en Corse, et surtout en Lombardie ».
La majorité des cathares qui fuyaient étaient des commerçants et des artisans ; contrairement aux nobles qui dans l'ensemble n'émigraient pas, « à moins que leur tête n'eût été mise à prix [comme les défenseurs de Montségur]. Ils préféraient prendre le maquis chez eux, se nourrissant de l'espoir qu'ils finiraient par recouvrer leur château ».

## Les Églises cathares
L'élaboration institutionnelle du catharisme ressemblait à celle du manichéisme perse (le prophète Mani se déclarait successeur de Zarathoustra, Bouddha et Jésus-Christ) : il y avait deux sortes de membres, les « auditeurs » (dans le manichéisme) ou « croyants » (dans le catharisme), au premier niveau, et au niveau d'initiation élevée, il y avait les « appelés » (dans le manichéisme) ou les « parfaits/bonshommes » (dans le catharisme). Ces derniers étaient chargés pleinement du Salut. Dans le manichéisme comme dans le catharisme, ils s'interdisaient toute parole haineuse, la consommation de chair animale et de sang, et d'engendrer des enfants.

## La doctrine cathare

### Fondements
Le catharisme ne s'appuie pas sur une théologie puisqu'il considère que Dieu, inconnaissable et non accessible, est absent de ce monde. Cette doctrine est le fruit d'un travail de recherche scripturaire, prenant en compte le Nouveau Testament, notamment l'Évangile selon Jean et l'Évangile selon Luc. Le Nouveau Testament est traduit au XIIIe siècle en occitan. Il a longtemps été admis que ces initiatives ont été mal perçues par la papauté qui, sous le pontificat d'Innocent III, aurait interdit les traductions de la Bible en langue vulgaire. Guy Lobrichon écrit : « En temps normal, les autorités ecclésiastiques ne songent pas à limiter la diffusion de telles traductions, et les interdisent encore moins. Innocent III, dans une lettre fameuse à l’Église de Metz, ne s’en prend nullement aux traductions de la Bible, mais aux interprétations qui peuvent émaner des conventicules néfastes des hérétiques. Lorsque le Concile de Toulouse (1229) décrète l’interdiction formelle pour les laïcs de posséder des traductions en langues romanes, il émet une ordonnance de police, dans la foulée d’une répression active qui paraît limitée aux domaines du comte de Toulouse ». Il ajoute : « Léonard E. Boyle a fait justice d’une opinion qui court encore les manuels d’histoire ».
Dans le catharisme, Jésus-Christ est comparé, par sa kénose, à un oiseau, « un pélican qui est lumineux comme le soleil et qui accompagne le soleil […] afin que le mal ne pût à l'avenir mutiler ses petits [les créatures de Dieu] et leur enlever le bec. ».

### Sur l'Esprit-Saint et l'esprit en général
L'esprit est transmis, soit par les générations depuis le premier homme, soit par transmigration dans un nouveau-né après la mort (réincarnation).
C’est uniquement par le Saint-Esprit que l'esprit peut être libéré du monde physique, et c’est par le baptême, par imposition des mains, reçu par les apôtres et transmis par eux, que l’esprit pourra accéder au Salut.

## Pratiques, sacrements et rites
Les cathares, se considérant alors comme les seuls vrais disciples des apôtres, souhaitaient adopter le modèle de vie, les rites et les sacrements, des premières communautés chrétiennes. Ils s'appuyaient principalement sur les enseignements du Nouveau Testament, et leur unique prière était le Notre Père. Les cathares rejetaient aussi la guerre, l'Enfer, l'Incarnation et l'Ancien Testament (à l'exception des Livres des Prophètes). Ils considéraient que toutes les pratiques et sacrements instaurés progressivement par l'Église dès les premiers siècles n’avaient aucune valeur :
- le sacrement du baptême, que les prêtres confèrent notamment aux nouveau-nés[f] : une des justifications données à ce rejet du baptême sur les enfants était que le baptême par l'eau faisait pleurer les nouveau-nés (était donc donné contre leur gré), comme la circoncision juive, et n'avait ce faisant aucune valeur morale aux yeux des cathares[27] ;
- le sacrement de l'Eucharistie : ils refusent de croire en la transsubstantiation, c'est-à-dire la transformation du pain et du vin en corps et sang du Christ lors de leur consécration par le prêtre lors de la messe. En revanche, en mémoire de la dernière Cène du Christ avec ses apôtres, les cathares bénissaient le pain lors du repas quotidien pris avec leurs fidèles. C’était le rituel du « pain de l’Oraison » ;
- le sacrement du mariage, celui-ci légitimant à leurs yeux l'union charnelle de l'homme et de la femme, union à l'origine du péché originel d'Adam et Ève selon leur interprétation de la Genèse : « [Les cathares] se montraient simplement moins rigoristes en ce qui concerne le péché de chair [que les catholiques]. […] On sait que pour les Parfaits tout acte de chair retardait indéfiniment le salut ; mais ils n'imposaient pas la continence à ceux qui ne se sentaient ni le désir ni le pouvoir de la garder. Aussi ne faisaient-ils aucune différence entre le mariage légal et le concubinat : ils permettaient l'un et l'autre aux simples Croyants. […] Le mariage, tel que les cathares et la plupart des hérétiques méridionaux l'ont conçu, n'était point sacramentel et ne devait reposer que sur l'amour, le consentement et la fidélité réciproque. Pour Pierre Clergue, de Montaillou, le mariage est parfaitement accompli lorsque chacun des conjoints a promis sa foi à l'autre. » Les Parfaits pouvaient dissoudre le mariage quand le divorce était jugé nécessaire[43] ;
- la médiation des saints et le culte des reliques.

De même que, dans certains courants de l'Église chrétienne primitive, l'idéal cathare était fondé sur une vie ascétique, alors que le sacrement du mariage aurait été créé plus tardivement. Ils n'attachaient pas d'importance aux églises bâties qui n'étaient pas pour eux les seuls lieux du culte, car la parole du Christ peut être enseignée partout où se réunissent les fidèles. Enfin, leur seul sacrement est le baptême par imposition des mains. Toutefois, ce baptême ne peut être administré à un jeune enfant de moins de 13 ou 14 ans, car il est jugé inapte à discerner l'importance de cet acte. Le baptême cathare, nommé consolamentum, devait être administré à une personne en connaissance de cause et sur la base de sa conviction.

### Lemelhorament
Le melhorament (« amélioration » en occitan) est à peu près le seul rite que les croyants cathares devaient pratiquer.
Quand un croyant rencontrait un parfait, c'était la reconnaissance du croyant dans la présence du Bien et de l'Esprit Saint en la personne du parfait.

### Leconsolament
Le sacrement du consolament (« consolation » en occitan, du latin consolamentum) ou « baptême d'esprit et de feu » par imposition des mains et de l'évangile de Jean sur la tête du postulant, est le seul à apporter le salut en assurant le retour au ciel de la seule partie divine de l'homme : l'esprit. Il est le point de départ d'un choix de vie en accord avec la doctrine cathare (justice et vérité), permettant à la nature divine de l'impétrant de se détacher partiellement de la nature mondaine ou charnelle, et d'accéder au salut. Le consolament officialise donc le choix du novice ou du mourant à mener une vie chrétienne. Il n'est que la reconnaissance d'un état et non un apport d'une qualité extérieure. Ce sacrement jouait un rôle essentiel dans les communautés cathares car il était à la fois sacrement d'ordination et de viatique (extrême-onction), alors appelé « consolament des mourants ».
Le consolament était conféré par un membre de la hiérarchie et engageait celui qui le recevait dans une vie religieuse qui, comme toute ordination, suppose de prononcer des vœux et de respecter une règle. Ici il s'agissait de pratiquer l'ascèse, de s'engager à ne pas manger de nourritures provenant des animaux (viandes, œufs, lait, graisses animales…), de pratiquer la morale évangélique, comprise comme l'interdiction de jurer, de mentir, et de tuer. Il faisait d'un croyant cathare un bon homme ou une bonne dame, membre du clergé, prédicateur, et capable d'apporter lui-même le consolament aux mourants.
Le consolament était donc aussi administré aux mourants qui en faisaient la demande, c'est-à-dire aux simples croyants qui n'avaient pas franchi le pas de l'ordination durant leur vie, mais souhaitaient rencontrer le Saint-Esprit, leur donnant une chance d'accéder au salut avant de mourir. Les prières des « parfaits », bons hommes ou bonnes dames, après la mort du consolé, pouvaient durer encore quatre jours.

### Refus de la propriété privée
Le catharisme était opposé à la propriété privée, en particulier pour l'usage des terres. La terre ne doit « appartenir » en principe qu'à celui qui la travaille, et non à un quelconque propriétaire n'en ayant point l'utilisation directe ; le catharisme refusait clairement la féodalité de l'époque, etc., d'où son succès parmi les travailleurs non possédants. L'idée que les cathares étaient des adversaires de la propriété privée est parfois débattue.[Passage problématique]

### La vie des «parfaits» et «parfaites»

#### Travail manuel et vie communautaire
Étant ordonnés, les parfaits entraient dans un ordre religieux, mais sans sortir du siècle. Ils étaient en effet astreints au travail manuel pour vivre, ce qui leur donnait un avantage considérable pour leur prédication, en les maintenant au contact de la population qu'ils instruisaient directement, via des traductions des Écritures saintes en langue vernaculaire, contrairement au clergé catholique qui refusait à l'époque l'accès direct du peuple aux textes sacrés. Cela leur rapportait également l'argent du produit de leur travail. Cet argent leur permettait, par exemple, de se déplacer et, avec les dons et les legs, de créer les conditions de l'existence d'une hiérarchie. En revanche la pauvreté personnelle était prescrite.
Les cathares vivaient dans des « maisons de parfaits », intégrées aux villes et aux villages, qui leur permettaient de rencontrer la population et de prêcher, et leur servaient d'atelier. Des jeunes y étaient envoyés par leurs parents simples fidèles ou déjà ordonnés, pour leur formation en vue de leur propre ordination. Tout « parfait » rejoignait une maison de « parfaits », et y travaillait de ses mains, y compris les nombreuses épouses nobles et leur progéniture qui faisaient partie des rangs des cathares. Le sacrement de mariage n'étant pas reconnu, elles se séparaient de leur mari, généralement lui-même simple croyant.
Le consolament des mourants pouvait être conféré dans les maisons des « parfaits », dans laquelle le consolé était transporté et mourait. Lorsque vint le temps des persécutions, les « parfaits » durent se cacher chez des fidèles, mais ils y payèrent toujours leur nourriture par le travail manuel.

#### Rejet de la sexualité
Pour le cathare, Dieu étant absent de ce monde, le Bien se confond avec le spirituel et le monde matériel est vu comme mauvais. Non seulement le cathare ne doit pas participer à ce monde matériel en ayant des enfants, ce qui reviendrait pour lui à emprisonner une âme dans un corps créé par le principe Mauvais, mais le corps, le plaisir sexuel sont aussi mauvais : la sexualité est une impureté.
Néanmoins, dans la pratique, la chasteté n'impliquait que les « parfaits » voués totalement à la religiosité cathare ; les simples croyants du catharisme étaient libres d'avoir des relations sexuelles mutuellement consenties (et même hors mariage, puisque le mariage catholique était vu sans aucune valeur), par goût de plaisir érotique réciproque ou ne serait-ce que pour permettre à des âmes de se réincarner dans une famille cathare, une cathare ayant par exemple déclaré à un inquisiteur : « Bien que toute union charnelle de l'homme et de la femme déplaise à Dieu, je ne crois pas pourtant qu'ils commettent un péché, si cela est agréable à l'un et à l'autre ».

#### Vie apostolique
Avec l'intention de se rapprocher des premiers chrétiens, les « parfaits » cathares envisageaient un salut passant par un grand zèle religieux, parfois jusqu'à l'ascétisme. Afin de ne pas procréer[réf. nécessaire], ils étaient astreints à l'abstinence sexuelle, et devaient constamment aller par deux personnes du même sexe. Chacun avait son sòci, ou compagnon, ou sa sòcia pour les femmes. Cette prédication au coin du feu de deux personnes de même sexe conduira à l'accusation de bougrerie (c'est-à-dire d’homosexualité) fréquemment enregistrée dans les registres de l'Inquisition. Cette façon de vivre toujours au moins à deux tenait à la conviction que l'esprit seul ne peut éviter de se fourvoyer alors qu'avec au moins un compagnon ou une compagne, les tentations de la chair sont plus faciles à combattre.
Les « parfaits » ne devaient ni mentir, ni jurer, s'abstenir de tout vice, de toute méchanceté, en un mot être simplement de bons chrétiens selon les Évangiles. Cela devait inévitablement conduire à l'édification de toute la population chrétienne. Néanmoins, le catharisme toucha essentiellement une population bourgeoise ou noble, sauf dans la dernière période. Outre l'interdit du meurtre, les « parfaits » ne devaient pas tuer les animaux. Ils devaient s'abstenir de toute consommation de produits animaux car issus de la reproduction animale. En cela ils s'interdisaient toutes viandes. Le jeûne était de pratique courante, mais le jeûne le plus strict prévoyait du pain et de l'eau. Trois carêmes annuels étaient pratiqués. L'« endura » est un jeûne à mort, suivant le consolament et qui a pu conduire certains « parfaits » à la mort pendant l'inquisition en raison de situation particulière.
Dernière obligation faite surtout aux hommes : la prédication. Les « parfaits » devaient prêcher le salut par l'ordination du consolament et la morale évangélique. Cette prédication se faisait dans les maisons ateliers, mais également parfois chez des fidèles ou sur la place publique.

#### Refus de l'alimentation carnée
« Dès la fin du XIIe siècle dans le Midi de la France, « manger de la viande » et se convertir au catholicisme sont synonymes. »

— René Nelli, La Vie quotidienne des Cathares du Languedoc au XIIIe siècle, 1969.
Pour les cathares, l'abstinence de nourriture animale n'est pas une privation. Guilhem Bélibaste, dernier « parfait » cathare connu, a dit à propos des pratiques de privations catholiques : « le jeûne que vous faites vaut autant que le jeûne du loup ». Il s'agit plutôt d’un prolongement de l’interdit du meurtre à toute vie animale. Le catharisme, là encore, se distingue par son interprétation des Prophètes d'Israël (les seuls écrits de l'Ancien Testament acceptés par le catharisme), ces Prophètes d'Israël étant considérés comme rejetant les pratiques sanglantes pour obtenir de la viande, même sous couvert d'un culte religieux (avec Osée, VI, 6 ; Michée, VI, 6-7-8 ; Isaïe). En effet, tous les animaux, dans la perspective cathare, sont susceptibles d'avoir reçu une âme céleste ; la théorie de ce principe est expliqué ainsi par un parfait cathare :

« Les esprits déchus habitent et entrent dans les corps qui se présentent indifféremment, comme ils le peuvent, entrant aussi bien dans le corps des bêtes que dans un corps humain. […] Les esprits des animaux fuient ce qui leur est nuisible et recherchent ce qui leur est profitable. C'est pourquoi c'est un égal péché de tuer un animal ou un homme puisque l'un comme l'autre est doué de raison et de connaissance. »

— cité par Jean Duvernoy, La religion des cathares, Bibliothèque historique Privat, p. 64.
Le végétarisme cathare était un refus de commettre la violence à l'égard d'une créature « ayant du sang », principe pour eux des « vrais chrétiens » :

« Si un criminel dangereux les attaquait, ils pouvaient se défendre ; tuer la vipère ou le loup. Encore qu'à l'époque du catharisme triomphant, un « parfait » ne l'eût sans doute point fait, car il était aussi grave de tuer une bête « ayant du sang » que de tuer un homme. »

— René Nelli, la vie quotidienne des Cathares du Languedoc au XIIIe siècle.
On retrouve, à l'autre extrémité de la période cathare, des indications explicites de l'idée d'âme reçue également par toute vie animale : deux femmes de Montaillou (Ariège), vers 1300, discutent religion : « ma commère, ce serait un grand péché de tuer cette poule ! – Est-ce un si grand péché de tuer une poule qu'on le dit ? – Oui, car dans notre religion, les âmes humaines, quand elles sont sorties des corps des hommes et des femmes, se mettent ou s'introduisent dans des poules ».
Le refus de tuer la volaille est un topique de la littérature médiévale : un inquisiteur dénonce à l'empereur les cathares amenés à Goslar par le duc Gérard Ier de Lorraine vers 1053, un autre inquisiteur fait brûler un Toulousain qui lui avait répondu qu'il ne voyait pas quelle faute avait commise ce coq, pour qu'il dût le tuer (vers le milieu du XIIIe siècle) ; le même fait brûler deux dames de Foix dont les déguisements de maures lors de leur fuite n'avaient pas abusé leur aubergiste toulousaine, qui renseignait l'inquisition : prétextant qu'elle s'en allait faire le marché, l'aubergiste leur demanda de tuer et de plumer les poules pendant son absence afin de l'avancer dans son travail ; comme lorsqu'elle fut revenue les poules étaient toujours vivantes, l'aubergiste ne dit pas un mot, appâtée par la prime promise aux délateurs ; elle ressortit et revint avec deux sergents de l'Inquisition qu'elle avait déjà alertés. Cette épreuve remplaçait avantageusement les ordalies en usage si longtemps contre les hérétiques dans le nord de la France.
Les poulets ne sont pas seuls en cause. Les cathares fréquentaient les paysans et essayaient de modifier leur mentalité. Ils leur recommandaient, par exemple, de traiter les animaux avec douceur.
Si les parfaits tombaient par hasard sur un animal pris au piège, ils avaient le devoir de le délivrer, mais, de ce fait, ils causaient un dommage au chasseur. Alors, bien que leur rituel ne leur en fît pas obligation, ils faisaient partir le lièvre et laissaient à sa place une pièce de monnaie.

## La fin du mouvement cathare

Les Inquisiteurs exigeaient des sympathisants hérétiques — seulement en tant que premiers repentants (en cas de récidive, il y avait condamnation au bûcher) — qu'une croix latine jaune fût cousue sur leurs vêtements, l'une sur le dos l'autre sur la poitrine, signe d'infamie. Ils restaient sous la surveillance active des recteurs qui chaque dimanche les frappaient avec des verges.

### Un sujet d'inquiétude pour l'Église
En 1119, le pape Calixte II réunit un concile à Toulouse. Celui-ci dénonce notamment les déviants qui condamnent les sacrements du Baptême, de l'Eucharistie, du Mariage et le Sacerdoce et enjoint au comte de Toulouse de sévir contre eux.
L’Église juge le catharisme dangereux car il décourage la procréation, puisqu’il considère le corps comme une chose mauvaise et les rapports sexuels comme impurs. Quant aux femmes enceintes, Rome n'admet pas que les hérétiques considèrent que leur âme ne peut être sauvée si elles meurent pendant la grossesse. La pratique du jeûne intégral, appelé « endura », est également condamnée comme une forme de suicide. Mais l’Endura (dont l'équivalent dans l'hindouisme et le jaïnisme est le Prayopavesa ou Sallekhana) n'était « valable que pour ceux qui allaient mourir » (afin d'abréger les souffrances de l'agonie dans un détachement ascétique) ; de plus, les « Croyants ayant reçu le Consolamentum choisissait librement de se laisser mourir. […] Des malades, écrit Rainier Saconi, qui ne pouvaient plus dire le Pater, aimaient mieux mourir d'inanition que de pécher, et ils demandaient à ceux qui les servaient de ne plus les alimenter. […] L’Endura a toujours été, cependant, exceptionnelle ».
En 1139 a lieu le deuxième concile du Latran. La présence des hérétiques dans le Midi de la France inquiète l'Église Catholique qui envoie Bernard de Clairvaux, fondateur de l'Ordre des Cisterciens, et le cardinal-évêque d'Ostie en inspection dans la région de Toulouse et d'Albi. Motif supplémentaire de crainte, les hérétiques ont recruté à Toulouse de « riches personnages » et des chevaliers de la région se sont également laissés entraîner. Pire encore, la doctrine séduit « des clercs, des prêtres, des moines et des religieuses ».
En 1163, le concile de Tours fustige « l'hérésie condamnable qui a surgi il y a longtemps dans le pays de Toulouse ».
Enfin, en 1167, le concile de Saint-Félix de Lauragais permet de mesurer l'ampleur de l'hérésie et redéfinit les territoires des différents évêchés en sus de celui d'Albi, Toulouse, Agen et Carcassonne.

### Causes de la persécution
L'Église s'inquiétait beaucoup de l'hostilité cathare envers la maternité et la famille. Les croyantes enceintes étaient mises en garde de porter des démons dans leur ventre. Une « perfecta » conseillait une croyante de prier Dieu pour être libérée du démon dans son ventre ; une autre avertissait une femme enceinte que si elle était morte pendant la grossesse, elle ne pouvait pas être sauvée. Mais ces apostrophes de Parfaites refusant la maternité furent assez exceptionnelles, car « les Parfaits enseignaient que, tant que l'appétit des plaisirs charnels n'était pas éteint, les réincarnations étaient nécessaires pour purifier les âmes […]. De toute façon, on ne voit pas que le Languedoc se soit dépeuplé aux XIIe et XIIIe siècles, sinon, dans une certaine mesure, par l'effet des guerres et de la persécution ».
Ainsi que beaucoup d'autres mouvements dissidents ou contestataires tels que l'arianisme ou le valdéisme, les cathares deviennent l'objet d'une lutte permanente. L'Église romaine tente de protéger la chrétienté occidentale des hérésies mettant en péril la société féodale qu'elle tente de discipliner depuis le début du Xe siècle.
Un critère qui sera souvent utilisé est leur refus du mariage, qui permettra de les nommer orgiaques et impies.

### Les tentatives d'éradication de l'hérésie par la prédication

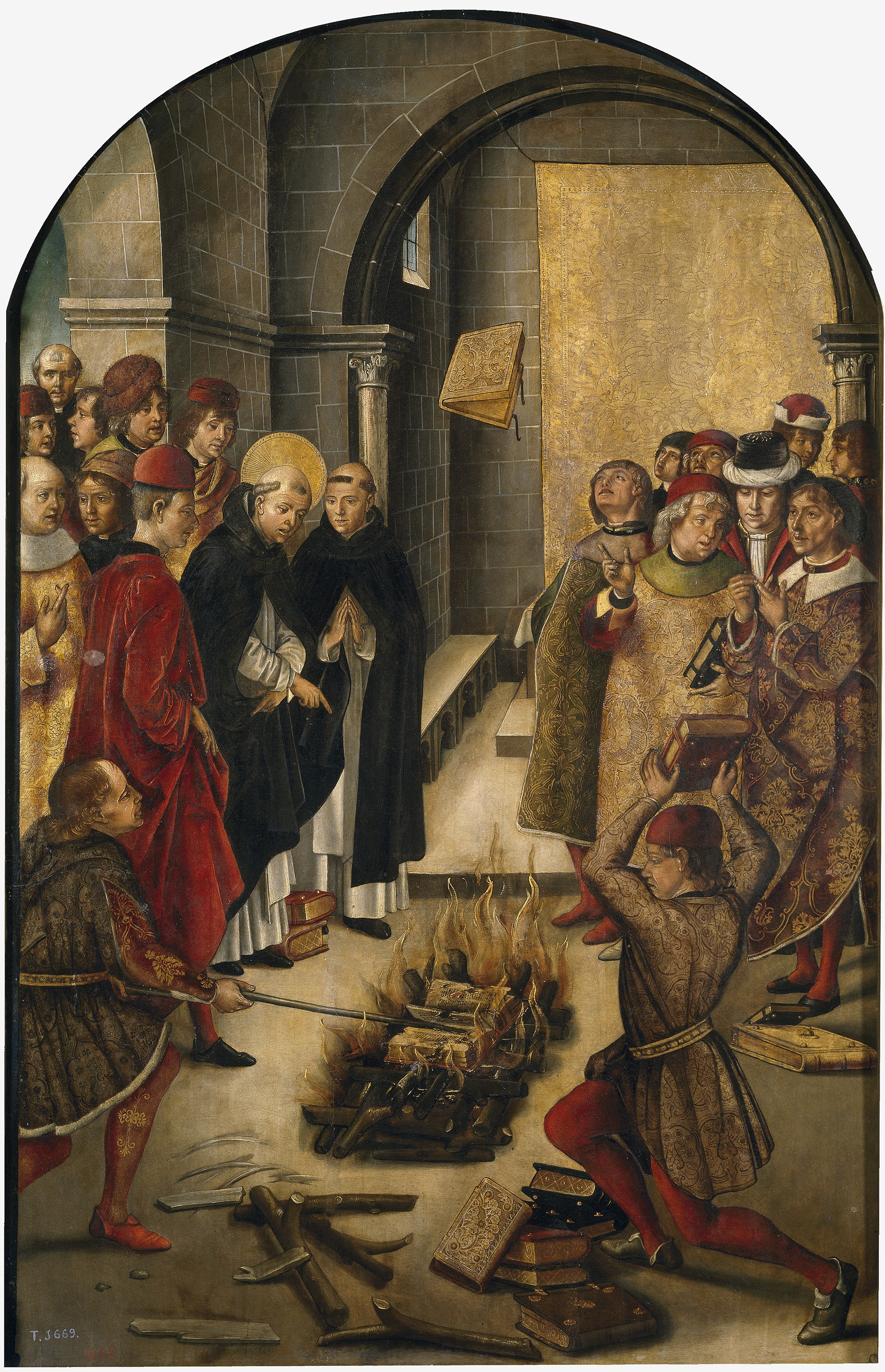
Dispute entre saint Dominique et des albigeois, où les livres des deux parties furent jetés au feu pour une ordalie. L’histoire raconte que ceux de saint Dominique furent miraculeusement préservés des flammes. Peinture par Pedro Berruguete.

L'Église catholique confie aux cisterciens, au XIIe siècle, puis, avec plus de succès, au XIIIe siècle, aux ordres mendiants (aux franciscains et au nouvel ordre des dominicains, ayant reçu leur constitution en 1216) le soin de combattre ce danger de l'hérésie. Les cathares sont difficiles à convaincre. La prédication ou le débat doctrinal instaurés à cette fin dans le Midi de la France par l'Église tourne court pour le moment, malgré la prédication de saint Dominique, qui fut par la suite mise en valeur par l'Église.

### La croisade contre les albigeois
Face à cet échec de faire disparaître cette hérésie ainsi que celle des vaudois, le pape Innocent III lance en 1208 contre les « albigeois », ou cathares, la première croisade qui se déroulera sur le territoire de la chrétienté occidentale. L'objectif ecclésiastique de la croisade contre les albigeois est de mater une hérésie, mais pour les chevaliers participants, le riche comté de Toulouse est une proie de choix, moins loin que la Terre sainte.
Philippe Auguste, roi de France, en guerre contre le roi d'Angleterre Jean sans Terre et réticent à voir le pouvoir pontifical s'octroyer le droit de démettre un suzerain, ne veut pas participer personnellement à cette croisade. Il laisse toutefois ses vassaux libres de toutes actions. La guerre durera vingt ans (1209–1229). Eudes III, duc de Bourgogne, le comte de Nevers et le comte de Saint-Pol prennent la tête des troupes levées par le pape. Le pouvoir spirituel est assuré par Arnaud Amaury, qui nomme Simon IV de Montfort chef de la croisade.

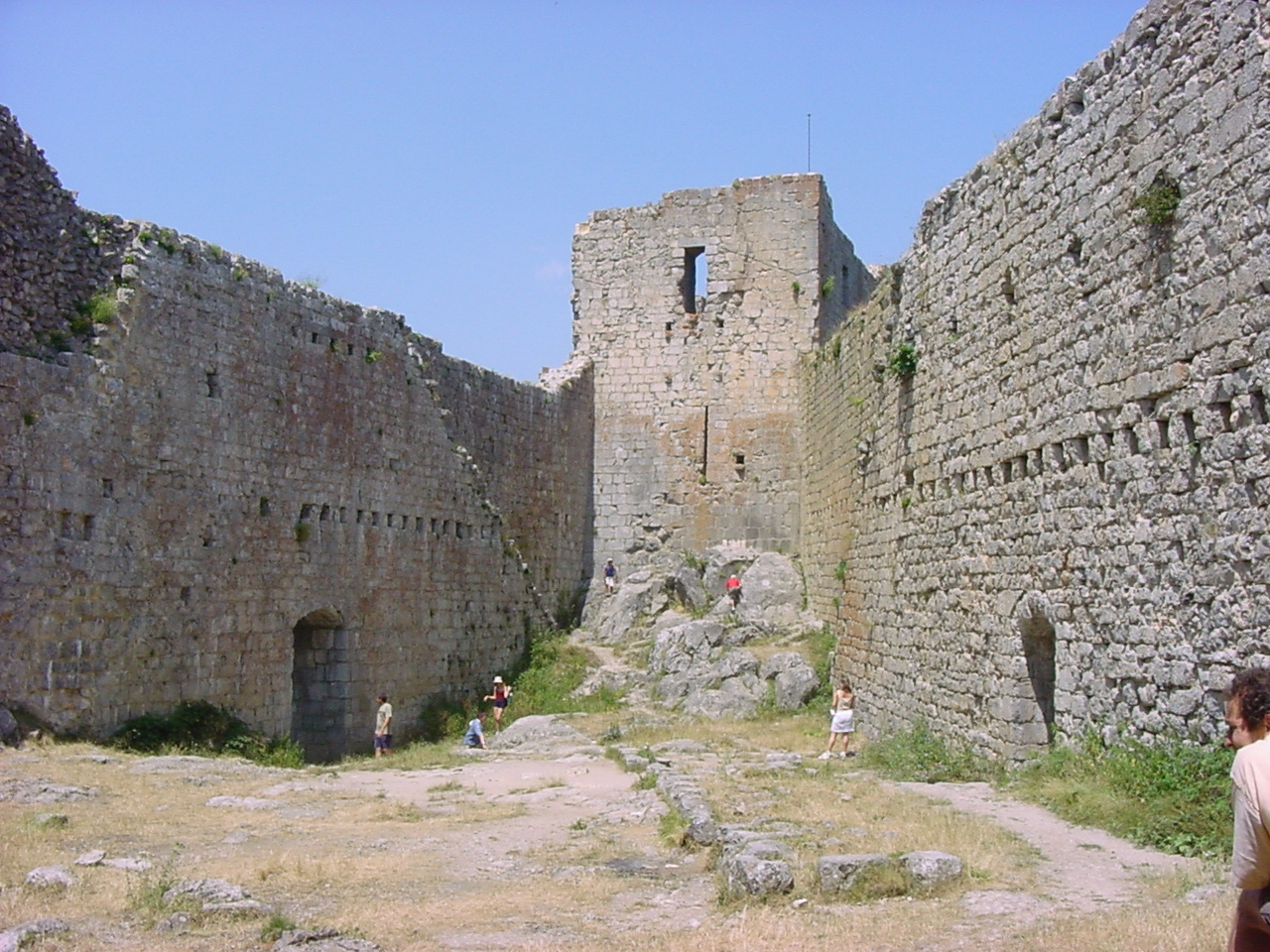
Le château de Montségur, pris en 1244 après un siège de plusieurs mois, et reconstruit vers la fin du XIIIe siècle.

L'ost croisé s'ébranle au début de l'été 1209. Le siège de Béziers s'achève sur le massacre de la population, puis le siège de Carcassonne s'achève avec la capture et l'assassinat du vicomte Raimond-Roger Trencavel. En 1210, le nouveau vicomte guerroie dans les environs de Carcassonne pour asseoir son autorité. L'été, il bénéficie de renforts croisés venus du nord, mais l'hiver, il ne peut compter que sur une poignée de fidèles dont Guy Ier de Lévis et Bouchard de Marly. En 1211, le comte de Toulouse Raymond VI est excommunié ; ce fait autorise Simon de Montfort à attaquer son fief. Il conquiert d'abord l'Albigeois puis mène en vain le siège de Toulouse.
Pierre II d'Aragon prend alors la mesure du danger d'une conquête française de l'Occitanie sur laquelle il lorgne. En 1212, il joint ses troupes à celles du comte de Toulouse et assiège Muret où est enfermé Simon de Montfort. Lors de la bataille, le roi d'Aragon est tué. Le comte de Toulouse se retire mais les milices toulousaines sont massacrées. Cette victoire croisée consacre le triomphe de Montfort et une période de paix relative suit en 1214-1215.

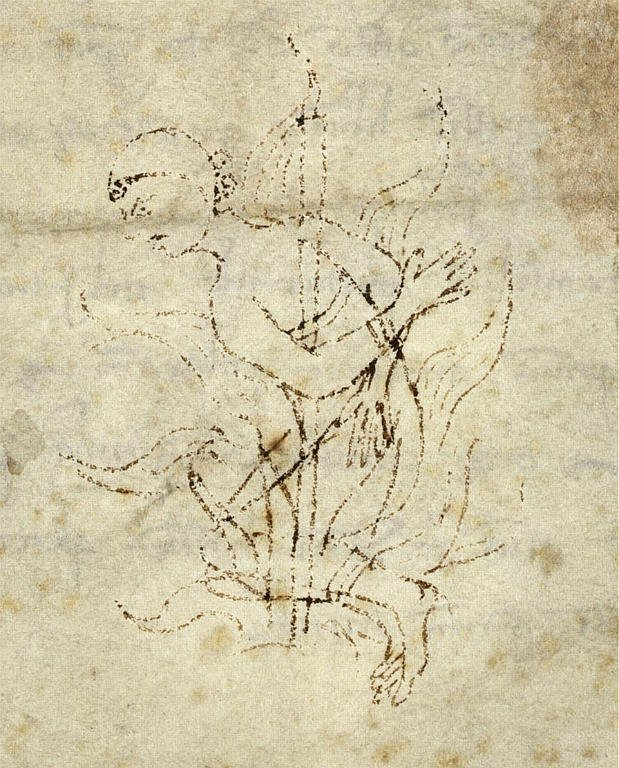
Manuscrit du XIIIe siècle représentant un cathare mourant dans un bûcher.

Le conflit reprend en 1216, par le siège de Beaucaire. En 1217, Toulouse se révolte et les croisés assiègent Toulouse au printemps 1218 ; Simon de Montfort y est tué. Son fils Amaury VI de Montfort reprend la lutte mais perd progressivement toutes les conquêtes de son père. En 1224, il cède ses droits en Languedoc au roi de France Louis VIII.
Le rapport de force s'inverse et la puissance royale oblige le comte Raymond VII de Toulouse à se soumettre au roi. En 1229, il signe le Traité de Meaux-Paris où il donne en épouse sa fille Jeanne, unique héritière, au frère du roi, Alphonse de Poitiers. La croisade armée prend fin et la paix revient. Une période de prospérité débute, matérialisée par une forte augmentation de la population ; pour la loger, la région se lance dans la construction de nombreuses bastides.

### L'Inquisition

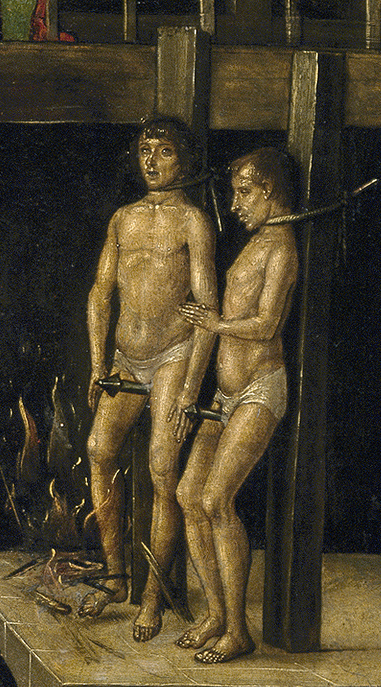
Deux cathares condamnés par les dominicains (détail dAutodafé présidé par saint Dominique de Guzmán, par Pedro Berruguete, vers 1493-1499, musée du Prado).

La répression contre les cathares commence dès le début de la croisade : les hérétiques pris ont le choix entre revenir dans le giron de l'Église catholique romaine ou périr sur le bûcher. La paix revenue, en février 1231, Grégoire IX publie la constitution Excommunicamus, qui prescrit la détention à vie pour les hérétiques repentis et la peine de mort pour les hérétiques obstinés. Il confie la mission d'éradication à l'Inquisition, confiée aux ordres religieux des Prêcheurs, ou Dominicains, du nom de son fondateur Dominique de Guzmán et Franciscains.
Leur mission repose sur l'emprisonnement des hérétiques et leur questionnement pour révéler la liste de leurs coreligionnaires. Les arrestations se font en série et ne touchent pas les catholiques pratiquants. Cet état de fait permet un essor économique après les ravages de la croisade. Les opérations militaires ne cessent pas pour autant. La plus connue est le siège de Montségur en 1243-1244 et la mort sur le bûcher de plus de 200 croyants cathares.
L'histoire a retenu le nom de Guilhem Bélibaste comme étant le dernier cathare brûlé en 1321 à Villerouge-Termenès.